# Lekkoatletyka na Igrzyskach Śródziemnomorskich 1993
Zawody lekkoatletyczne na igrzyskach śródziemnomorskich w 1993 odbyły się w dniach 17–20 czerwca 1993 we francuskiej Narbonie.
Nie rozegrano zawodów w konkurencjach chodu na 20 kilometrów, rzutu młotem i dziesięcioboju mężczyzn oraz w sztafecie 4 × 400 metrów kobiet. Po raz pierwszy kobiety rywalizowały w maratonie, a po raz ostatni w biegu na 3000 metrów, który od następnych igrzysk został zastąpiony biegiem na 5000 metrów. 

## Wyniki

### Mężczyźni

#### konkurencje biegowe
| Konkurencja:                       | 1. miejsce                                                                              | Rezultat | 2. miejsce                                                                                          | Rezultat | 3. miejsce                                                                           | Rezultat |
| Bieg na 100 metrów                 | Aleksandros Terzian · Grecja                                                            | 10,20 ,  | Jean-Charles Trouabal · Francja                                                                     | 10,24    | Daniel Sangouma · Francja                                                            | 10,35    |
| Bieg na 200 metrów                 | Daniel Sangouma · Francja                                                               | 20,76    | Aleksandros Terzian · Grecja                                                                        | 20,87    | Mohamed El Kandoussi · Maroko                                                        | 21,04    |
| Bieg na 400 metrów                 | Konstandinos Kienderis · Grecja                                                         | 45,70    | Jean-Louis Rapnouil · Francja                                                                       | 45,91    | Benyounés Lahlou · Maroko                                                            | 45,91    |
| Bieg na 800 metrów                 | Mahjoub Haïda · Maroko                                                                  | 1:48,70  | Fotis Delijanis · Grecja                                                                            | 1:49,03  | Réda Abdenouz · Algieria                                                             | 1:49,45  |
| Bieg na 1500 metrów                | Noureddine Morceli · Algieria                                                           | 3:29,20  | Fermín Cacho · Hiszpania                                                                            | 3:32,43  | Raszid al-Basir · Maroko                                                             | 3:37,30  |
| Bieg na 5000 metrów                | Thierry Pantel · Francja                                                                | 13:39,04 | Aïssa Belaout · Algieria                                                                            | 13:41,65 | Mohammed Mourhit · Maroko                                                            | 13:50,12 |
| Bieg na 10 000 metrów              | Chalid Skah · Maroko                                                                    | 28:46,38 | Hammu Butajjib · Maroko                                                                             | 28:49,94 | Vincenzo Modica · Włochy                                                             | 28:55,97 |
| Maraton                            | Davide Milesi · Włochy                                                                  | 2:18:42  | Cihangir Demirel · Turcja                                                                           | 2:18:43  | Marco Toini · Włochy                                                                 | 2:18:59  |
| Bieg na 110 metrów przez płotki    | Dan Philibert · Francja                                                                 | 13,62    | Stelios Bisbas · Grecja                                                                             | 13,67    | Mustapha Sdad · Maroko                                                               | 13,80    |
| Bieg na 400 metrów przez płotki    | Zeid Abou Hamed · Syria                                                                 | 49,09 ,  | Giorgio Frinolli · Włochy                                                                           | 49,51    | Fadhel Khayati · Tunezja                                                             | 49,94    |
| Bieg na 3000 metrów z przeszkodami | Abdelaziz Sahere · Maroko                                                               | 8:25,24  | Azzedine Brahmi · Algieria                                                                          | 8:28,87  | Thierry Brusseau · Francja                                                           | 8:33,27  |
| Sztafeta 4 × 100 metrów            | Francja · Max Morinière · Daniel Sangouma · Jean-Charles Trouabal · Bruno Marie-Rose    | 38,96    | Grecja · Aleksandros Jenowelis · Jeorjos Panajotopulos · Aleksios Aleksopulos · Aleksandros Terzian | 39,26    | Hiszpania · Luis Turón · Pedro Pablo Nolet · Jordi Mayoral · José Rivas              | 39,90    |
| Sztafeta 4 × 400 metrów            | Francja · André Jaffory · Pierre Marie Hilaire · Stéphane Diagana · Jean-Louis Rapnouil | 3:02,99  | Maroko · Ali Dahane · Abdellah Boukraa · Abdelkader El Boukhari · Benyounés Lahlou                  | 3:04,79  | Włochy · Maurizio Federici · Vito Petrella · Gianrico Boncompagni · Alessandro Aimar | 3:05,11  |

#### konkurencje techniczne
| Konkurencja:   | 1. miejsce                     | Rezultat | 2. miejsce                        | Rezultat | 3. miejsce                      | Rezultat |
| Skok wzwyż     | Jean-Charles Gicquel · Francja | 2,26     | Gustavo Adolfo Becker · Hiszpania | 2,23     | Miha Prijon · Słowenia          | 2,23     |
| Skok o tyczce  | Stawros Tsituras · Grecja      | 5,55     | Thierry Vigneron · Francja        | 5,50     | Jean Galfione · Francja         | 5,35     |
| Skok w dal     | Spyridon Wasdekis · Grecja     | 8,03     | Jeorjos Zabetakis · Grecja        | 7,91     | Serge Hélan · Francja           | 7,89 w   |
| Trójskok       | Pierre Camara · Francja        | 17,03    | Georges Sainte-Rose · Francja     | 17,00 w  | Lotfi Khaïda · Algieria         | 16,88 w  |
| Pchnięcie kulą | Paolo Dal Soglio · Włochy      | 20,22    | Alessandro Andrei · Włochy        | 19,37    | Dimitrios Kutsukis · Grecja     | 18,83    |
| Rzut dyskiem   | Luciano Zerbini · Włochy       | 60,90    | Jean Pons · Francja               | 57,58    | Jean-Claude Retel · Francja     | 59,16    |
| Rzut oszczepem | Ivan Mustapić · Chorwacja      | 79,46    | Fabio De Gaspari · Włochy         | 77,18    | Konstandinos Gatsiudis · Grecja | 77,00    |

### Kobiety

#### konkurencje biegowe
| Konkurencja:                    | 1. miejsce                                                                       | Rezultat | 2. miejsce                                                                             | Rezultat | 3. miejsce                                                                   | Rezultat |
| Bieg na 100 metrów              | Magalie Simioneck · Francja                                                      | 11,39    | Odiah Sidibé · Francja                                                                 | 11,49    | Ekaterini Kofa · Grecja                                                      | 11,71    |
| Bieg na 200 metrów              | Maguy Nestoret · Francja                                                         | 23,42    | Valérie Jean-Charles · Francja                                                         | 23,45    | Donatella Dal Bianco · Włochy                                                | 24,12    |
| Bieg na 400 metrów              | Elsa Devassoigne · Hiszpania                                                     | 52,44    | Francine Landre · Francja                                                              | 52,95    | Francesca Carbone · Włochy                                                   | 53,78    |
| Bieg na 800 metrów              | Hasiba Bu-l-Marka · Algieria                                                     | 2:03,86  | FFabia Trabaldo · Włochy                                                               | 2:04,05  | Amaia Andrés · Hiszpania                                                     | 2:05,18  |
| Bieg na 1500 metrów             | Frédérique Quentin · Francja                                                     | 4:11,09  | Hasiba Bu-l-Marka · Algieria                                                           | 4:11,09  | Farida Fatès · Francja                                                       | 4:12,60  |
| Bieg na 3000 metrów             | Valentina Tauceri · Włochy                                                       | 9:00,10  | Annette Sergent-Palluy · Francja                                                       | 9:02,96  | Julia Vaquero · Hiszpania                                                    | 9:04,99  |
| Maraton                         | Helena Javornik · Słowenia                                                       | 2:42:58  | Marie-Hélène Ohier · Francja                                                           | 2:43:26  | Sylviane Geffray · Francja                                                   | 2:43:40  |
| Bieg na 100 metrów przez płotki | Brigita Bukovec · Słowenia                                                       | 13,10    | Cécile Cinélu · Francja                                                                | 13,17    | Patricia Girard · Francja                                                    | 13,19    |
| Bieg na 400 metrów przez płotki | Nezha Bidouane · Maroko                                                          | 56,09    | Nadia Zatouani · Maroko                                                                | 57,04    | Carole Nelson · Francja                                                      | 57,45    |
| Sztafeta 4 × 100 metrów         | Francja · Patricia Girard · Odiah Sidibé · Maguy Nestoret · Valérie Jean-Charles | 43,55    | Włochy · Elisabetta Birolini · Giuseppina Perlino · Annarita Balzani · Laura Ardissone | 45,62    | Hiszpania · Ana Barrenechea · Carmen García · Patricia Morales · Mireia Ruiz | 45,93    |

#### konkurencje techniczne
| Konkurencja:   | 1. miejsce                  | Rezultat | 2. miejsce                   | Rezultat | 3. miejsce                         | Rezultat |
| Skok wzwyż     | Britta Bilač · Słowenia     | 1,92     | Nathalie Lefebvre · Francja  | 1,87     | María del Mar Martínez · Hiszpania | 1,84     |
| Skok w dal     | Corinne Hérigault · Francja | 6,54 w   | Ksenija Predikaka · Słowenia | 6,51 w   | Silvija Babić · Chorwacja          | 6,45 w   |
| Pchnięcie kulą | Agnese Maffeis · Włochy     | 17,04    | Nataša Erjavec · Słowenia    | 16,88    | Margarita Ramos · Hiszpania        | 16,86    |
| Rzut dyskiem   | Agnese Maffeis · Włochy     | 57,16    | Ekaterini Wongoli · Grecja   | 56,10    | Monia Kari · Tunezja               | 55,38    |
| Rzut oszczepem | Nathalie Teppe · Francja    | 60,90    | Nadine Auzeil · Francja      | 59,68    | Renata Strašek · Słowenia          | 59,04    |
| Siedmiobój     | Nathalie Teppe · Francja    | 6256 pkt | Ghada Shouaa · Syria         | 6168 pkt | Odile Lesage · Francja             | 5888 pkt |

## Tabela medalowa
| Miejsce | Kraj      | Złoto | Srebro | Brąz | Razem |
| 1       | Francja   | 15    | 13     | 10   | 38    |
| 2       | Włochy    | 6     | 5      | 5    | 16    |
| 3       | Grecja    | 4     | 6      | 3    | 13    |
| 4       | Maroko    | 4     | 3      | 5    | 12    |
| 5       | Słowenia  | 3     | 2      | 2    | 7     |
| 6       | Algieria  | 2     | 3      | 2    | 7     |
| 7       | Syria     | 1     | 1      | 0    | 2     |
| 8       | Chorwacja | 1     | 0      | 1    | 2     |
| 9       | Hiszpania | 0     | 2      | 6    | 8     |
| 10      | Turcja    | 0     | 1      | 0    | 1     |
| 11      | Tunezja   | 0     | 0      | 2    | 2     |
| Razem   | Razem     | 36    | 36     | 36   | 108   |